# Колхепп, Тодд
Тодд Кристофер Колхепп (род. 7 марта 1971 года) — американский серийный убийца, осуждённый за убийство семи человек в Южной Каролине в период с 2003 по 2016 год.

## Биография
Тодд Колхепп родился 7 марта 1971 года во Флориде, а вырос в Южной Каролине и Джорджии. Его родители развелись, когда ему было два года, мать получила опекунство и в следующем году вышла замуж за другого мужчину. Колхепп сильно конфликтовал с отчимом.
Кольхепп был беспокойным ребёнком. В детском саду он проявлял агрессию по отношению к другим детям и портил их игрушки. Уже в девять лет, когда он начал посещать психолога, Кольхепп характеризовался ним как «взрывной» и «сексуально озабоченный». Он также проявлял жестокость по отношению к животным.
Отец Кольхеппа позже сказал, что единственной эмоцией, на которую был способен его сын — гнев. Из-за неспособности общаться с другими детьми Колхепп провёл три с половиной месяца в психиатрической больнице Джорджии.
В конце концов, в 1983 году Колхепп был отправлен жить к своему биологическому отцу в Аризону после того, как его мать и отчим разошлись. Он взял фамилию отца и начал работать на нескольких работах.

### Обвинительный приговор по делу о похищении 1987 года
25 ноября 1986 года 15-летний Колхепп похитил 14-летнюю девочку в Темпе, штат Аризона. Он угрожал ей револьвером 22 калибра, привёз её к себе домой, связал, заклеил рот и изнасиловал. После этого он проводил её до дома и пригрозил убить её младших братьев и сестер, если она кому-нибудь расскажет о случившемся. Колхеппу были предъявлены обвинения в похищении, сексуальном насилии.
В 1987 году он признал себя виновным по обвинению в похищении, а остальные обвинения были сняты. Он был приговорен к пятнадцати годам лишения свободы и зарегистрирован как сексуальный преступник. Согласно судебным документам, у Колхеппа было диагностировано пограничное расстройство личности и IQ выше среднего — 118.

### Освобождение
В августе 2001 года Колхепп был освобожден из тюрьмы после отбытия четырнадцати лет и переехал в Южную Каролину, где жила его мать. Во время заключения он учился и окончил колледж Центральной Аризоны со степенью бакалавра в области компьютерных наук. С января 2002 года по ноябрь 2003 года он работал графическим дизайнером в одной из компаний в Спартанбурге. В 2003 году он начал учиться в Техническом колледже Гринвилла. На следующий год Колхепп перевелся в Университет Южной Каролины Апстейт и окончил его в 2008 году со степенью бакалавра наук в области делового администрирования-маркетинга.

## Серия убийств
6 ноября 2003 года покупатель обнаружил четырех человек застреленными внутри магазина мотоциклов Superbike Motorsports в Чесни. Жертвы были опознаны как владелец Скотт Пондер, 30 лет; менеджер по обслуживанию Брайан Лукас, 29 лет; механик Крис Шерберт, 26 лет; и бухгалтер Беверли Гай, 52 года, которая была матерью Пондера. Все четверо погибли от множественных огнестрельных ранений. До того, как Колхепп признался в расстреле в 2016 году, следователи полагали, что вооруженный пистолетом стрелок вошёл в магазин с чёрного хода, где и убил Щерберта. Затем он убил Гай в центре выставочного зала, Лукаса у главного входа и Пондера на парковке.
31 августа 2016 года 30-летняя Кала Браун и её бойфренд 32-летний Чарльз Дэвид Карвер пропали после того, как отправились убираться в доме Колхеппа. Позже Карвер был найден мёртвым на участке Колхеппа, он был застрелен. Интерес к исчезновению Браун и Карвера возрос в связи с тем, что после пропажи Карвера в его аккаунте на Facebook появились сообщения, необычный характер которых вызвал предположение, что кто-то завладел его аккаунтом.
3 ноября Браун была обнаружена властями прикованной цепью к стене внутри металлического контейнера на участке. Следователи нашли её, отследив последние известные сигналы мобильного телефона пары, после чего они услышали звуки стука, доносившиеся изнутри контейнера. В ходе обыска на участке Колхеппа был обнаружен автомобиль Карвер.
По словам Браун, она была свидетелем того, как Колхепп застрелил Карвера. Во время плена Браун неоднократно насиловали и запугивали, чтобы она не сбежала после того, как ей показали могилы других жертв Колхеппа.
Два трупа были обнаружены на участке Кольхеппа после его ареста, 6-7 ноября. Позже они были опознаны как муж и жена Джонни Джо Кокси, 29 лет, и Миган Ли Маккроу-Кокси, 26 лет, жители Спартанбурга, которые были объявлены пропавшими без вести 22 декабря 2015 года. Предположительно, они были наняты Колхеппом для работы на его участке. Маккроу-Кокси была убита выстрелом в голову 25 или 26 декабря, а Кокси был убит неделей ранее выстрелом в грудь. По словам окружного коронера, их опознали по обширным татуировкам.

## Арест и следствие
Колхепп был арестован вскоре после спасения Браун. Позже он признался в убийстве в Чесни и убийстве Кокси.
При обыске имущества Колхеппа было обнаружено множество оружия, включая 9-мм пистолеты с глушителями, полуавтоматические винтовки и боеприпасы. Поскольку на имя Кольхеппа не было зарегистрировано ни одного огнестрельного оружия, следователи считают, что он, скорее всего, приобрёл оружие незаконно.
После ареста Кольхепп признался своей матери, что кроме вышеупомянутых жертв было много других. Когда мать спросила, сколько их, он ответил: «У тебя не хватит пальцев». Во время допроса он заявил, что застрелил одну из жертв в Аризоне. 18 ноября 2016 года стало известно, что департамент полиции Темпе начал расследование заявления Кольхеппа, проверив нераскрытые убийства за последние три десятилетия. Они заявили, что сосредоточатся на делах, датированных 1983-1986 годами, когда Колхепп жил со своим отцом, а также с августа 2001 года, когда Колхепп отбыл наказание за похищение, до ноября 2001 года, когда он переехал обратно в Южную Каролину.
25 ноября 2016 года полиция Грира, штат Южная Каролина, заявила, что Колхепп является фигурантом дела о нераскрытом ограблении банка в 2003 году, а также тройном убийстве в местном сберегательном банке. Это преступление было отделено от расстрела в Чесни шестью месяцами. Однако по состоянию на 16 мая 2018 года не было установлено никакой связи между Колхеппом и убийствами, сам Колхепп отрицает какую-либо причастность к этому делу.

## Судебное разбирательство
Колхепп был обвинён в четырёх убийствах в связи с перестрелкой в Чесни и в похищении Браун. Позже ему были предъявлены ещё три обвинения в убийстве Карвер и Кокси, а также еще одно обвинение в похищении и три обвинения в хранении оружия. Следующая явка Колхеппа в суд была назначена на 19 января 2017 года, где его адвокат отказался от своего права на явку.
Согласно сообщениям WLTX, родственники жертв стрельбы в Чесни подали против него иск о причинении смерти по неосторожности. 1 декабря Браун подала против него гражданский иск.
26 мая 2017 года Колхепп признал себя виновным по семи пунктам обвинения в убийстве, двум пунктам обвинения в похищении и одному пункту обвинения в преступном сексуальном нападении и был приговорен к семи последовательным пожизненным срокам без возможности условно-досрочного освобождения в рамках сделки о признании вины, которая избавила его от высшей меры наказания. Хотя во время вынесения приговора его защита клялась, что других жертв найти не удалось, Колхепп впоследствии неоднократно признавал, что было ещё как минимум два убийства. По состоянию на август 2018 года он так и не сообщил властям подробности. В настоящее время Колхепп содержится в исправительном учреждении Брод-Ривер.
В августе 2020 года некоторые вещи Колхеппа были выставлены на аукцион, а вырученные средства переданы семьям жертв.